# Дмитрук Олексій В'ячеславович
Олексій В’ячеславович Дмитрук (нар. 7 квітня 1991, Кримська АРСР  — пом. 29 липня 2022, селище Оленівка, Донецької області) — український військовослужбовець, старший сержант Окремого загону спеціального призначення «Азов» Національної гвардії України, учасник російсько-української війни, який відзначився під час відбиття російського вторгнення в Україну і загинув у полоні внаслідок терористичного акту, вчиненого в ніч проти 29 липня 2022 року російськими окупаційними військами на території колишньої Волноваської виправної колонії № 120 (хоча його ім’я спочатку не фігурувало у списках загиблих та поранених, наданих країною-агресором). Кавалер ордена «За мужність» ІІ і ІІІ ступенів (відповідно, 2023, посмертно, та 2022).

## Життєпис
Олексій Дмитрук народився 7 квітня 1991 року в Криму. За рік його сім’я переїхала до села Улянівки на Миколаївщині, а згодом – до міста Новий Буг.
Після школи у Казанківському професійному аграрному ліцеї опанував професії водія, автослюсаря і тракториста. Працював на складі вантажником. 
У 2010–2012 роках проходив строкову військову службу в частині морської піхоти ВМС України у Севастополі. У жовтні 2014 року Олексія було призвано за мобілізацією до лав ЗСУ, щоб боронити Батьківщину від російських окупантів. Брав участь в АТО на Сході України. 
В грудні 2018-го прийнятий на військову службу за контрактом до ОЗСП «Азов» Національної гвардії України, обійнявши посаду інструктора з водіння у 2-му батальйоні оперативного призначення. Водив «мотолигу» – легкоброньований тягач МТ-ЛБ. 
|                             | «Він зловив дзен і кайфував від своєї роботи. А ще був метушливим, тож позивний «Кіпіш» йому дуже личив. Вибуховий, але водночас швидко відходив. У Маріуполі він активно бився з ворогом. Людина-трудяга. Допоки у нього була «мотолига», робив все, щоб техніка знищувала ворога. «Кіпіш» заслужив, щоб про його героїзм пам’ятали…». |
| — «Пчела», бойовий побратим | |

Востаннє батьки бачили Олексія влітку 2021 року, коли він приїздив у відпустку, щоб допомогти батькам перекрити дах будинку. У той час добігав кінця його трирічний контракт, батьки не хотіли, щоб Олексій підписував новий, але він вирішив продовжити службу в «Азові». 
Після початку повномасштабного російського вторгнення Олексій брав участь у героїчній обороні Маріуполя і території металургійного комбінату «Азовсталь». 5 травня 2022 року, ще у званні сержанта, нагороджений орденом «За мужність» ІІІ ступеня, пізніше йому було присвоєно чергове військове звання «старший сержант». Саме з «Азовсталі» Олексій востаннє виходив на зв’язок із рідними. 
20 травня 2022 року за наказом вищого військового керівництва заради збереження життя людей Олексій вийшов з побратимами з «Азовсталі» та потрапив у так званий «полон за домовленістю». Утримувався на території колишньої Волноваської виправної колонії № 120 в окупованому селищі Молодіжному, що неподалік колишнього адміністративного центру селищної ради Оленівки колишнього Волноваського (нині – Кальміуського) району Донецької області, де окупанти утворили фільтраційну в’язницю. 
У ніч на 29 липня 2022 року прийняв мученицьку смерть у полоні внаслідок масового вбивства військовополонених, влаштованого окупантами у колонії в Оленівці.
14 червня 2023 року родина отримала позитивні результати ДНК-експертизи. Пізніше, 21 червня, у Новобузькій міській територіальній громаді, біля Будинку культури відбулася церемонія прощання із старшим сержантом Дмитруком, після чого його було поховано з військовими почестями на місцевому кладовищі. 

## Родина
У Олексія залишилися батьки, дружина та дві доньки. 

## Нагороди
- орден «За мужність» ІІІ ступеня (5 травня 2022 р.)  – за особисту мужність і самовіддані дії, виявлені у захисті державного суверенітету та територіальної цілісності України, вірність військовій присязі[5]
- орден «За мужність» ІІ ступеня (3 листопада 2023 р., посмертно)  – за особисту мужність і самовідданість, виявлені у захисті державного суверенітету та територіальної цілісності України, сумлінне та бездоганне служіння Українському народові[2][6];
- також за життя Олексій був нагороджений відомчою відзнакою Національної гвардії України «За стійкість та незламність»;
- присвоєно звання «Почесний громадянин Фастівської міської територіальної громади» (посмертно).

## Вшанування
На Алеї слави «Пам’яті нескорених» у м. Новому Бузі на честь Олексія Дмитрука встановили пам’ятний знак. 